# Diospyros virginiana
Хурма вірджинська або американська хурма, є ендемічним деревом південного сходу Сполучених Штатів Америки, від Нової Англії до Флориди та на заході до Техасу, Оклахоми та Канзасу . Дерево росте в дикому вигляді, але з доісторичних часів американськими індіанцями культивувалося заради його їстівних плодів і деревини.

## Екологія
D. virginiana виростає до 20 метрів у добре дренованих ґрунтах. Дерево дає ароматні квіти влітку, квіти дводомні, тому, якщо ви хочете отримати насіння, необхідно культивувати чоловічі та жіночі особини. Квіти запилюються комахами і вітром. Плодоношення починається, коли дереву виповнюється близько шести років.
Його плоди круглі або овальні. Колір плодів зелений у незрілому стані, потім зазвичай помаранчевий. На півдні та середньому заході США його плоди широко використовуються для приготування десертів. Розмір плоду коливається від 2 до 6 см.
Існують деякі комерційні сорти: Early Golden, дуже врожайний. John Rick, Woolbright, Miller і сорт Ennis без насіння.

## Опис
Це невелике дерево заввишки від 10 до 25 м, його стовбур короткий і тонкий, розгалужений, часто зі звисаючими гілками, що утворюють округлу крону. Корені короткі, м'ясисті, столоподібні. Що дає кущистий ріст. 
Дерево має цілісні овальні листя та одностатеві квітки на коротких ніжках. Чоловічі квітки, яких багато, мають шістнадцять тичинок, розташованих попарно; жіночі квітки поодинокі, зі слідами тичинок і зав'яззю з семязачатком у кожній з восьми клітин; яєчник має чотири волосаті стрижні біля основи. Плодоніжка дуже коротка, з круглим або овальним плодом помаранчевого або жовтуватого кольору, з солодкою і терпкою м’якоттю. Плід біля основи оточений часточками чашечки, які з ростом плоду збільшуються. Терпкість означає, що іноді смак його плодів не дуже хороший, але його смак покращується, коли фрукти піддаються дії холоду, або коли вони частково гниють або перезрівають. 
- Кора: темно-коричнева або темно-сіра, глибоко розділена на пластини, поверхня яких луската.

- Деревина: дуже темна; важка, тверда і міцна з дуже дрібним зерном.
- Зимові бруньки: Овальні, загострені, вкриті густими червонуватими або фіолетовими лусочками.
- Листя: Чергові, прості, близько 15 см завдовжки, овальні, вузькі або округлі біля основи, цілісні, гострі або загострені. Восени вони іноді стають помаранчевими або червоними, іноді опадають, не змінивши кольору. Середня жилка широка та плоска, первинні вени розташовані навпроти та помітні. Черешки товсті, опушені.
- Квіти: Цвіте з травня по червень, коли листя наполовину відростає, квіти роздільні або рідше полігамні. Тичинкові квітки, що складаються з двох-трьох квіткових клубків; квітконіжки опушені і несуть два маленьких приквітки. Маточкові квітки поодинокі, як правило, на окремих деревах, квітконіжки короткі, загнуті назад і мають два приквітки.
- Чашечка: зазвичай утворена трьома частками, що зростають під плодом.
- Віночок: жовтувато-зеленого або світло-кремового кольору, трубчастий, з чотирма переплетеними частками.
- Тичинок: шістнадцять, вставлених у віночок, у тичинкових квіток вони розташовані в два ряди. Нитки короткі, тонкі, злегка опушені; пильовики подовжені, внутрішні, двоклітинні, клітини відкриваються поздовжньо. У маточкових квіток він має вісім тичинок з відірваними пиляками, рідко ці тичинки ідеальні.
- Маточка: Зав'язь верхня, конічна, зрештою восьмигніздна; фасони чотири, стрункі, розпростерті; рильце дволопатеве.
- Плід: соковитий, містить від одного до восьми насінин, закінчується залишками стилю і в основі має вирослі залишки чашечки; вдавлена і куляста форма, блідо-оранжевого кольору, часто з деякими червонуватими ділянками, що змінюються на жовтуваті після заморозків. Терпка м’якоть, а плоди зелені, солодкі та смачні в дозрілому вигляді. [1]

## Поширення
Це дерево поширене в південних штатах Атлантичного узбережжя і в Мексиканській затоці США, найбільших розмірів досягає в басейні річки Міссісіпі .  Його середовище проживання південне, його можна знайти вздовж узбережжя від Нью-Йорка до Флориди ; на заході він зустрічається в південному Огайо та вздовж південно-східної Айови та південного Міссурі ; де він досягає Луїзіани, східного Канзасу та Оклахоми, де виростає великим деревом до 40 м заввишки. 
Скам'янілості цього виду були знайдені в міоценових породах в Гренландії та на Алясці та в крейдяних формаціях Небраски . 

## Використання
Деревина дерева важка, тверда, жорстка, міцна, дрібнозерниста і добре полірується. Його темно-коричневе, майже чорне ядро використовується для виробництва меблів, музичних інструментів і різних дерев'яних інструментів, таких як ключки для гольфу. Відвар з кори використовували як засіб проти дизентерії і лихоманки або як полоскання горла при ангіні.
Хурма вірджинська відноситься до дерев помірного клімату, які знову починають вирощувати заради плодів. В кінці 19 століття з дикої природи був отриманий сорт 'Early Golden', який замість класичних гірких плодів має плоди приємного смаку. З приходом 20 століття були виведені десятки нових сортів з прийнятними характеристиками, які мають плоди приємні на смак, які добре переносять транспортування і можуть рости в більш холодних умовах. Ці плоди, однак, не повністю відповідають плодам, отриманим від близькоспоріднених субтропічних видів японської хурми, вони дрібніші, жорсткіші і менш стійкі до синців, але в повній зрілості на північноамериканській батьківщині їх зазвичай їдять сирими, роблять пудинги, мармелад, використовують як начинку в тортах, сушать, іноді залишають бродити у вині або іншому спирті. Вони мають низьку енергетичну цінність, з висушеного листя взимку заварюють чай з високим вмістом вітаміну С. З насіння віджимається олія, схожа за смаком і властивостями на арахісову олію. Через своє глибоке коріння дерева також використовуються для зменшення ерозії ґрунту на похилих і нестійких ґрунтах.

## Галерея

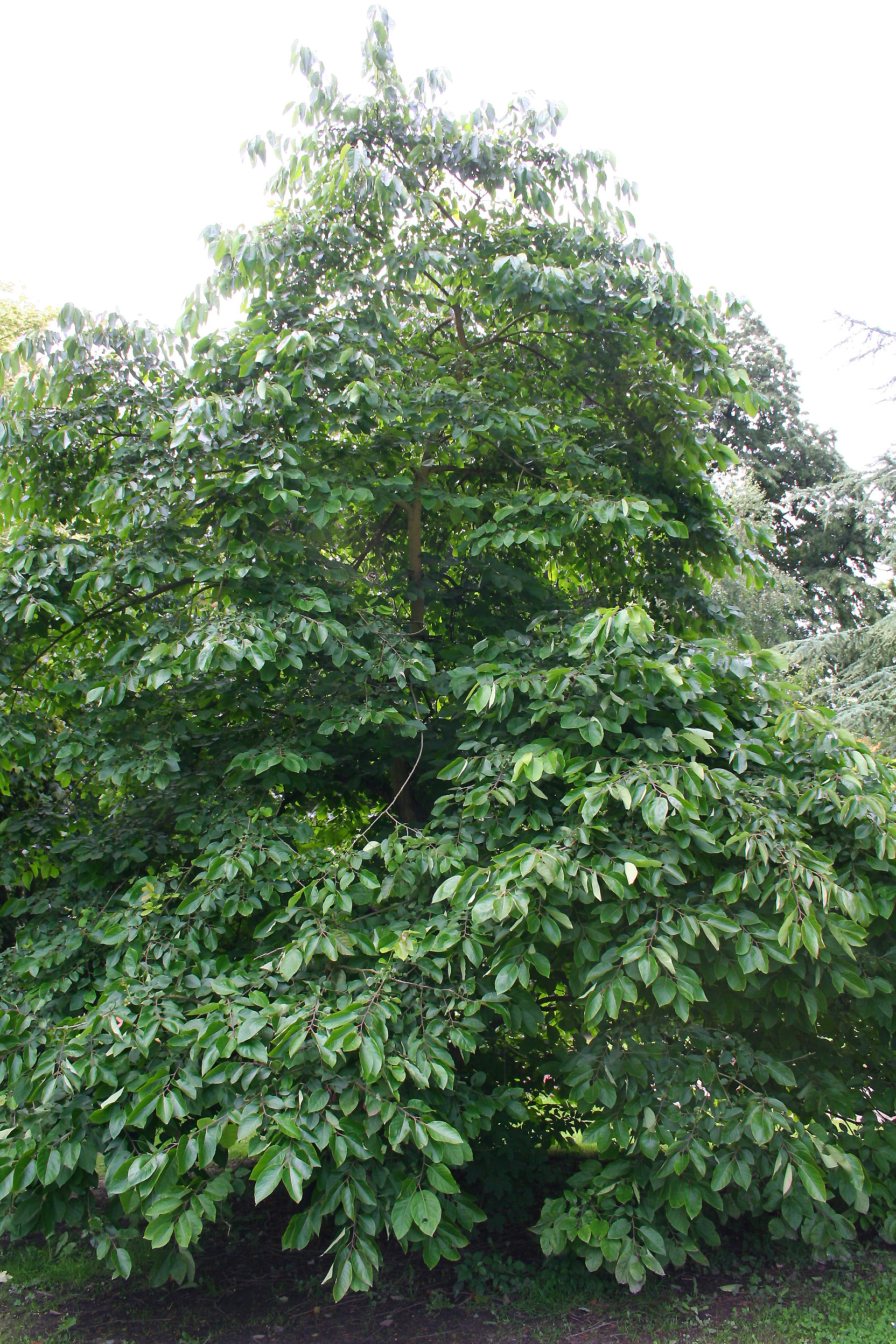
Дерево
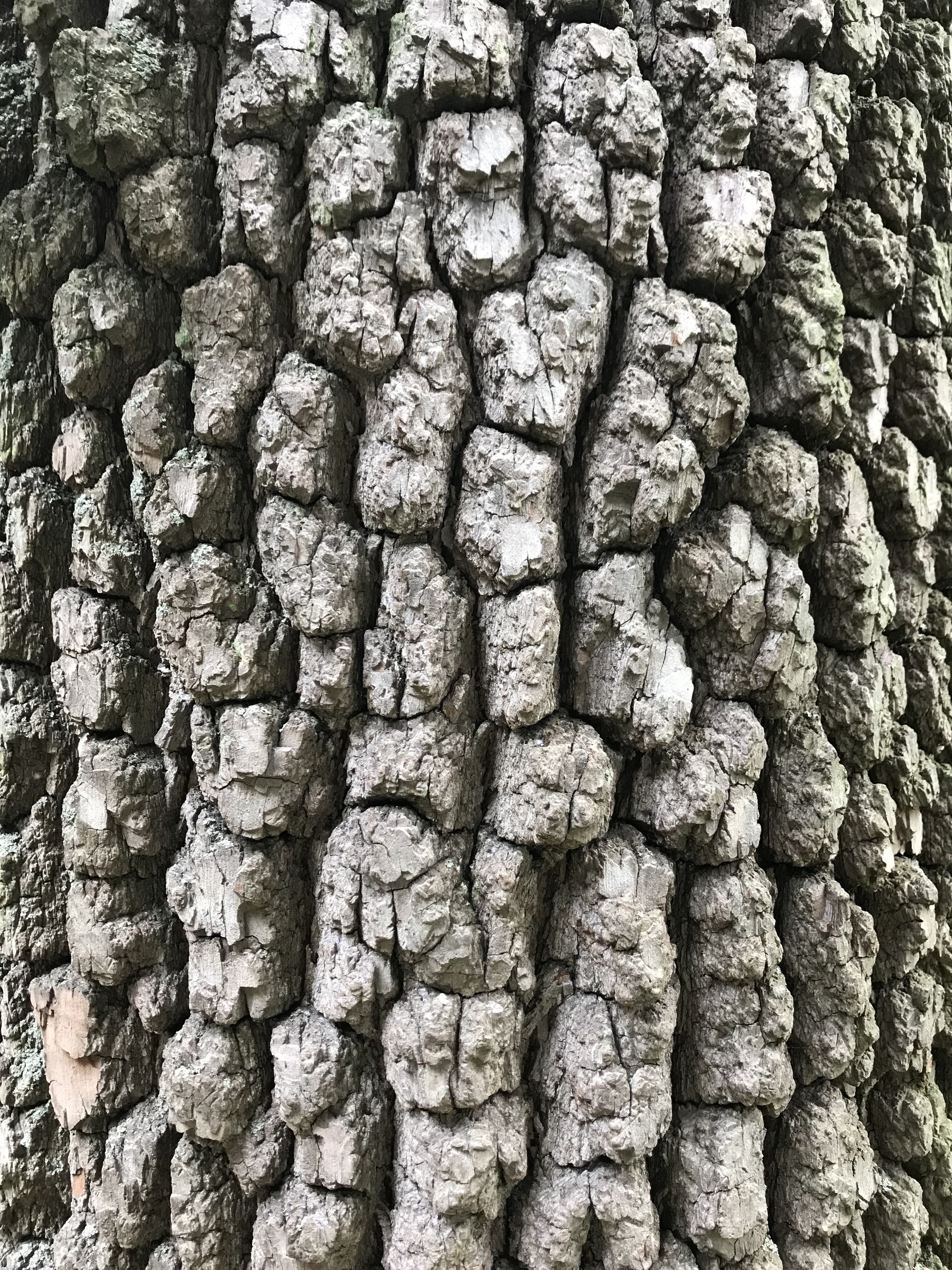
Кора
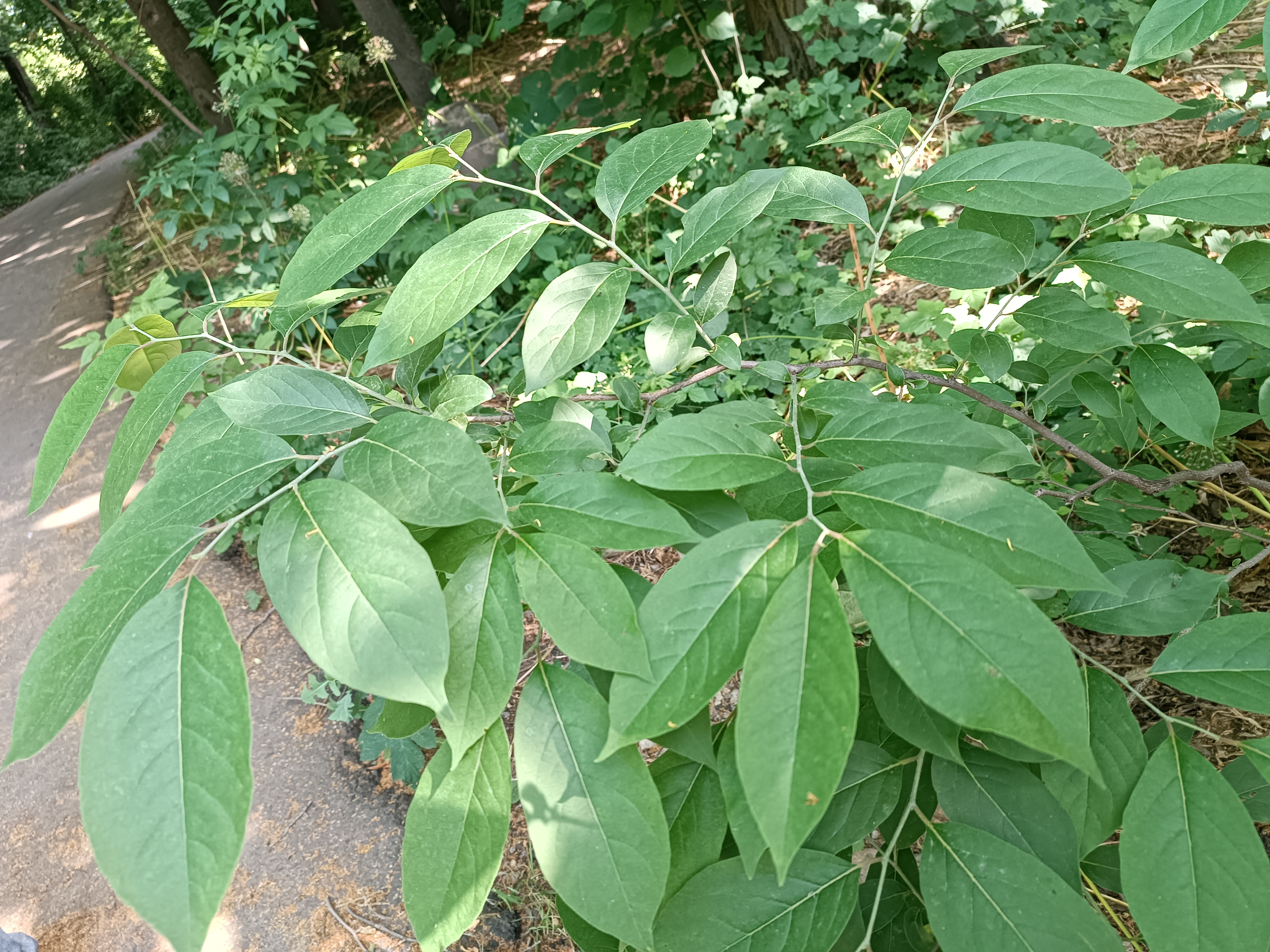
Листя
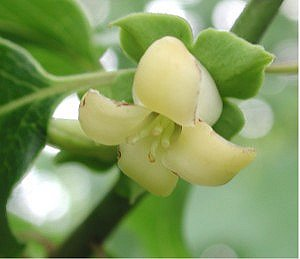
Квіти
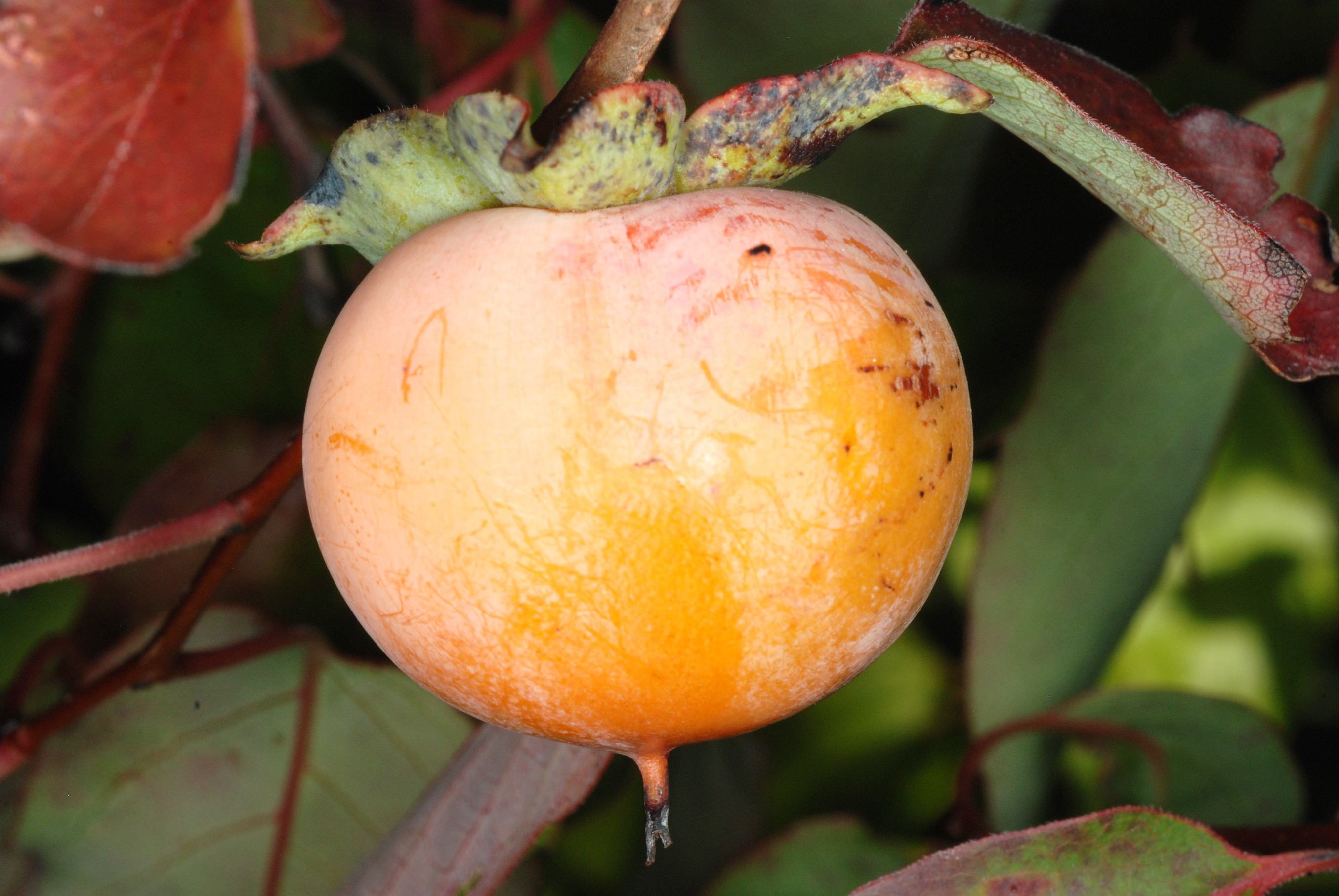
Плід

## Зовнішні посилання
- Diospyros virginiana images at bioimages.vanderbilt.edu
- persimmonpudding.com - dedicated to growing, education, and use of Diospyros virginiana L., the common, or American persimmon
- American Persimmon Native Range Distribution Map